# Pelajaran II
Pelajaran II is een bestuurslaag in het regentschap Kaur van de provincie Bengkulu, Indonesië. Pelajaran II telt 276 inwoners (volkstelling 2010).